# کلوین لوکهارت
کلوین لوکهارت (انگلیسی: Calvin Lockhart; ۱۸ اکتبر ۱۹۳۴ – ۲۹ مارس ۲۰۰۷) هنرپیشه اهل ایالات متحده آمریکا بود.
از فیلم‌ها یا برنامه‌های تلویزیونی که وی در آن نقش داشته‌است می‌توان به سفر به آمریکا، غارتگر ۲، از ته دل وحشی، میرا برکینریج و توئین پیکس: با من بر آتش برو اشاره کرد.